# Nakszan
A Nakszan (hangul: 낙산, handzsa: 駱山, RR: Naksan) Szöul négy belső hegyének egyike, az egykori erődfalon belül található keleti fekvésű hegy, ma a Nakszan park része. A hegy tevepúphoz hasonlító alakja miatt kapta a nevét. A japán megszállás alatt egy részét elhordták az építkezésekhez, 2002 óta park. A hegy oldalában található a Nakszansza (Naksansa) templom.